# Аттингер, Петер ст.
Пе́тер А́ттингер старший (нем. Peter Attinger, Sr.; род. 1 июня 1923) — швейцарский кёрлингист.
В составе мужской сборной Швейцарии участник чемпионата мира 1972 (заняли пятое место). Чемпион Швейцарии среди мужчин.
Играл на позиции второго, при этом был скипом команды, что для тех лет было редкостью.

## Достижения
- Чемпионат Швейцарии по кёрлингу среди мужчин: золото (1972).

## Команды
| Сезон   | Четвёртый          | Третий           | Второй             | Первый         | Турниры                      |
| ------- | ------------------ | ---------------- | ------------------ | -------------- | ---------------------------- |
| 1971—72 | Петер Аттингер мл. | Бернард Аттингер | Петер Аттингер ст. | Эрнст Боссхард | ЧШМ 1972 · ЧМ 1972 (5 место) |

(скипы выделены полужирным шрифтом)

## Частная жизнь
Глава большой семьи кёрлингистов. Его дети Петер младший, Бернард, Вернер, Руди и Курт Аттингеры — также кёрлингисты, в команде Петера-младшего становились чемпионами Швейцарии и Европы, призёрами чемпионатов мира. Его внук, сын Петера младшего Феликс Аттингер — скип своей команды, призёр чемпионатов Швейцарии (бронза в 2016 и серебро в 2017); тренером его команды является Петер. Его внучка, дочь Бернарда Сандра Рамштайн-Аттингер — кёрлингистка, чемпионка Швейцарии.